# Robert Montgomery
Robert Montgomery (Beacon, Estat de Nova York, 21 de maig de 1904 – Nova York, 27 de setembre de 1981) va ser un actor i director estatunidenc. El seu veritable nom era Henry Montgomery Jr.. Va tenir una infància privilegiada, ja que el seu pare era president de la New York Rubber Company. Quan el seu pare va morir, la fortuna familiar va desaparèixer, i el jove Robert va anar a Nova York per a obrir-se camí escrivint i actuant.
Coincidí a l'escenari amb George Cukor li va donar l'oportunitat d'anar a Hollywood on, el 1929, va debutar a So This is College. Norma Shearer el va triar per a treballar al costat d'ella en Private Lives el 1931, i es va convertir en una estrella. En aquesta època, Montgomery va aparèixer en la primera versió filmada de When Ladies Meet (1933). En 1937, va protagonitzar al costat de Marion Davies Ever Since Eve, a partir d'una obra del dramaturg de moda llavors, Lawrence Riley.
El 1935, Montgomery va ser nomenat President del Screen Actors Guild, sent reelegit el 1946. El 1937 va ser nominat a l'Oscar al millor actor pel seu paper de psicòpata en la pel·lícula Night Must Fall, i altra vegada en 1942 per Here Comes Mr. Jordan. Durant la Segona Guerra Mundial, es va unir l'Armada dels Estats Units, arribant a la graduació de [Major].
El 1945 va tornar A Hollywood, debutant en la direcció, però sense títols de crèdit, amb They Were Expendable, on va dirigir algunes de les escenes dels PT Boat quan el director John Ford va ser incapaç de treballar per motius de salut. El seu primer treball com a director acreditat va ser Lady in the Lake (1947), pel·lícula també protagonitzada per ell, la qual va aconseguir crítiques variades. Va ser testimoni davant el Comitè d'Activitats Antinord-americanes el 1947. L'any següent, Montgomery va presentar els Premis Oscar. També va presentar una popular sèrie de televisió, Robert Montgomery Presents, en els anys cinquanta.
Va estar casat amb Elizabeth Bryan Allen des de 1928 fins a 1950, data del seu divorci, i amb Elizabeth Grant Harkness, des de 1950 fins a la mort d'ell a Nova York en 1981, amb 77 anys, a causa d'un càncer. Els seus fills van ser l'actriu Elizabeth Montgomery i Robert Montgomery Jr. Montgomery té dues estrelles en el Passeig de la Fama de Hollywood, una d'elles per la seva contribució al cinema en el 6440 de Hollywood Blvd., i altra pel seu treball televisiu en el 1631 de Vine Street.

## Filmografia
- Untamed (1929)
- Their Own Desire (1929)
- The Divorcee (1930)
- The Big House (1930)
- The Sins of the Children (1930)
- Our Blushing Brides (1930)
- Private Lives (1931)
- The Easiest Way (1931)
- Letty Lynton (1932)
- Hell Below (1933)
- When Ladies Meet (1933)
- Forsaking All Others (1934)
- The Mystery of Mr. X (1934)
- Hide-Out (1934)
- No More Ladies (1935)
- Night Must Fall (1937)
- The Last of Mrs. Cheyney (1937)
- Ever Since Eve (1937)
- Live, Love and Learn (1937)
- Yellow Jack (1938)
- Three Loves Has Nancy (1938)
- The First Hundred Years (1938)
- The Earl of Chicago (1939)
- Matrimoni original (1941)
- Rage in Heaven (1941)
- Here Comes Mr. Jordan (1941)
- They Were Expendable (1945)
- Lady in the Lake (1947) (també direcció)
- Ride the Pink Horse (1947) (també direcció)
- The Secret Land (1948) (narrador)
- June Bride (1948)
- The Saxon Charm (1948)
- The Gallant Hours (1960) (veu en off, també direcció)

## Premis i nominacions

### Nominacions
- 1938: Oscar al millor actor per Night Must Fall
- 1942: Oscar al millor actor per Here Comes Mr. Jordan